# Pilea rhombifolia
Pilea rhombifolia är en nässelväxtart som beskrevs av Ellsworth Paine Killip. Pilea rhombifolia ingår i släktet pileor, och familjen nässelväxter. Inga underarter finns listade i Catalogue of Life.